# Dobrušský rajón
Dobrušský rajón (bělorusky Добрушскі раён, ukrajinsky Добруський район, rusky Добрушский район) je územně-správní jednotkou na východě Homelské oblasti v Bělorusku. Administrativním centrem rajónu je město Dobruš (bělorusky Добруш, rusky Добруш).

## Geografie
Území rajónu se nachází v Homelském Polesí. Reliéf je plochý, dominuje výškou 140 až 160 m. Rajón má rozlohu necelých 1 453 km². Rajón hraničí s Vetkaŭským a Homelským rajónem v Homelské oblasti, Novozybkovským, Zlynkovským a Klimovským rajónem Brjanské oblasti v Ruské federaci a Gorodňanským rajónem v Černihivské oblasti na Ukrajině.
V západní části rajónu se nachází Šabrinská biologická rezervace, která byla založena v roce 1978 na ochranu divokých léčivých rostlin a zabírala oblast o rozloze 3 300 ha. V rezervaci bylo zakázány odvodňovací práce, těžba rašeliny a spásání sena dříve, než byla dokončena regenerace semen rostlin, jakož i sběr lesních plodů pomocí mechanických zařízení.
Hlavními řekami jsou Ipuť (s přítoky Chorapuc a Něťoša) a Uť (přítok řeky Sož). Na severu rajónu se rozkládá jezero Ravučaje.

## Historie
Rajón byl vytvořen 8. prosince 1926 jako součást Homelského okruhu, ale 4. srpna 1927 byl zrušen a předán Vetkaŭskému, Homelskému a Cjerachoŭskému rajónu. Obnoven byl 12. února 1935. Od 15. ledna 1938 je součástí Homelské oblasti.

## Znak
První písemná zmínka o osadě Dobruš je obsažena v soupisu majetku hradu Homel z roku 1560, kdy Bělorusko bylo součástí Litevského velkoknížectví. Dobruš byl již od založení řemeslnou osadou, kde se vyráběly plachty a lana. Tato skutečnost je vyobrazena i na znaku osady Dobruš, kde jsou na zelené louce „španělského“ štítu tři smotky lana ve stříbrné barvě s černými okraji položeny trojúhelníkovými základnami nahoru.

## Demografie
Populace rajónu čítá na 42 200 obyvatel, v městském prostředí žije 20 700 obyvatel. Celkem je zde 102 osad.

## Doprava
Dopravní infrastruktura zahrnuje železniční trať Homel — Brjansk, Homel — Bachmač, Homel — Krugavec a silniční spojení Brjansk — Kobryn.

## Památky
- Palác z 19. století generálního guvernéra Finska Nikolajeva Nikolajeviče Gerarda ve vesnici Dzemjanki
- Iaana-karmjanský ženský klášter (Іаана-Кармянскі манастыр)

## Zajímavosti
Na území Dobrušského rajónu se rozkládá exkláva Medvežje-Saňkovo, která administrativně patří k Brjanské oblasti Ruské federace.

## Významní rodáci

Mapa Dobrušského rajónu, šipkou je označena ruská enkláva Brjanské oblasti

- Buchonka (Buchonkо) Pjotr Nikolajevič (1906—1944) — voják Rudé armády, Hrdina Sovětského svazu (1944), narodil se ve městě Dobruš

- Ilja Archipovič Vlasenko (1902—1963) — generálmajor, Hrdina Sovětského svazu (1943), narodil se ve městě Dobruš

- Cichan Jakaŭlevič Kisjaljoŭ — sovětský státní a stranický vůdce, první tajemník Komunistické strany Běloruska, narodil se v obci Aharodnia-Kuźminickaja (Dobrušský rajón)

- Kucharev Fjedor Jakovljevič (1924—1946) — velitel sabotážní skupiny Dobrušské partyzánské brigády Hrdina Sovětského svazu (1944), působil a zemřel ve městě Dobruš

- Nikolaj Afanasevič Lebedejev — držitel Řádu slávy, po válce pracoval jako učitel v obci Cerachoŭka (Dobrušský rajón)

- Pavel Viktorovič Možejko (1911—1987) — pilot, Hrdina Sovětského svazu (1945), žil a zemřel ve městě Dobruš

- Paŭljuk Pranuza (1918—2007) — běloruský a sovětský básník, narodil se ve vesnici Vyleva

- Uladzimir Ivanavič Prakapcoŭ (1953) — generální ředitel Národního muzea umění Běloruska

- Leon Hdalevič Rachlenka (1907—1986) — běloruský sovětský herec a režisér, lidový umělce SSSR (1966), narodil se v obci Cerachoŭka (Dobrušský rajón)

- Pavjel Minajevič Romanov (1905—1944) — žil a pracoval v Dobrušy, velitel partyzánské brigády, Hrdina Sovětského svazu (1944)

- Valerij Stepanovič Selickij — předseda Homelského oblastního sovětu sněmovny (od roku 1995)

- Aljaksej Dzmitryevič Ceraškoŭ (1893—1960) — generál, Hrdina Sovětského svazu (1945), narodil se ve vesnici Karma (Dobrušský rajón)

- Fedor Matvejevič Chludněv (1917—1944) — dělostřelec, Hrdina Sovětského svazu (1945), pohřben v Dobrušy

- Ivan Metrovič Šamjakin (1921—2004) — národní spisovatel běloruské SSR, narodil se ve vesnici Karma (Dobrušský rajón)